# パチンコ営業
パチンコ営業（パチンコえいぎょう）とは、パチンコ店が開催するイベントに芸能人などが出演し、そこでサイン会やショーなどを行うという営業行為のことである。

## 概要
芸能人をイメージしたパチンコ台が出た場合に、タイアップとしてその芸能人がパチンコ店に出向くというパチンコ営業を行うことが多いが、パチンコ台に関わっていない芸能人においても同様のパチンコ営業が存在する。
パチンコ営業の魅力は芸能人のギャラが高いことであり、著名人の場合は1～2時間の出演で100万円以上を稼げることもあるという。芸能人にとっては少しの仕事を行っただけで相当な収入を稼ぐことができ、これほど楽に稼げる仕事はないと言われる。
落ち目の芸能人であっても、パチンコ営業ならば通常の芸能の仕事よりも多く稼げる。そのことから、パチンコ営業を行う芸能人は落ち目と思われるイメージがあるため、自身のプライドのために敢えてパチンコ営業を行わなかったり、パチンコ営業を禁止する芸能事務所も存在する。